# The Geographical Journal
The Geographical Journal（ザ・ジオグラフィカル・ジャーナル、地理学雑誌）は、イギリスの王立地理学会が発行する季刊の査読付き学術雑誌。地理学の全分野における研究論文を掲載し、短報や研究レビューも収録している。2001年以降、Wiley-Blackwellとの共同発行となる。
1831年に創刊。2000年までは、論文記事だけでなく学会のニュース記事も掲載していた。年次総会の議事録と会長演説は、継続して毎年9月に掲載している。

## 評価
イギリス最古の地理学会の雑誌であるが、掲載論文の多くがThe Geographical Journalの論文を引用しており、他の雑誌から孤立気味である。イギリスの地理学者にとって、The Geographical Journalは6番目に多く引用する雑誌であるが、自身の最良の研究はTransactions of the Institute of British Geographersに投稿する傾向がある。
アメリカ合衆国の地理学者にも知られた雑誌である。日本では、辻村太郎が「その終始一貫した地味な編輯態度には，同じ青表紙を決して変えない頑固さとともに，容易に真似ることができない自信のほどが窺われ，エヴェレスト登山や南極探検などに，後援を惜まない組織力にも，学ぶべきものが多いように思う。」と編集姿勢と学会を称賛している。